# حوير العيس
حوير العيس قرية في منطقة جبل سمعان في محافظة حلب في سوريا. تقع جنوب مدينة حلب.